# Spironucleus salmonicida

Spironucleus salmonicida (лат.) — микроскопическое, паразитическое простейшее, поражающее рыб. Spironucleus микроаэробный жгутиконосец, вызывающий системные инфекции у лососевых рыб. При инфекции у рыб образуются гнойные абсцессы в мышцах и внутренних органах, с характерным зловонным запахом. В конце 1980-х годов, когда появились первые сведения о заболевании, исследователи полагали, что инфекция обусловлена — Spironucleus barkhanus. Андерс Йоргенсен впервые установил, что причиной заболевания является заражение рыбы Spironucleus salmonicida.
Из-за сложного устройства генома и способности адаптироваться к изменяющимся условиям среды Spironucleus salmonicida был выбран в качестве модели микроскопического, одноклеточного эукариота. Адаптивные способности Spironucleus были продемонстрированы с помощью генетической модификации. Сравнивая полученные результаты с эволюционно ближайшим модельным организмом лямблией (Giardia intestinаlis), исследователи продемонстрировали, что для Spironucleus характерна более сложная система регуляции генома. Геном Spironucleus в настоящее время секвенирован.
Spironucleus salmonicida имеет митохондрии-подобные органеллы (mitochondrion-related organelles, MRO), которые содержат белки, гомологичные белкам митосом лямблий. Также в них имеются ферменты, обеспечивающие сборку Fe-S кластеров. Функционально митохондрий-подобные органеллы S. salmonicida представляют собой гидрогеносомы, которые сформировались в ходе редукции и изменения функций митохондрий.
Для рода Spironucleus характерен обмен веществ, сопровождающийся образование молекулярного водорода. Гидрогеносомы обеспечивают регенерацию окислителя (НАД+), который необходим для протекания гликолиза, служащего основным источником АТФ в условиях анаэробиоза. Таким образом, водород является побочным продуктом, образующимся в ходе регенерации окислителя.

## Внешние ссылки
- Science Daily